# جي آر بريمر
جي آر بريمر (بالإنجليزية: J. R. Bremer)‏ مواليد 19 سبتمبر 1980 في كليفلاند، هو لاعب كرة سلة أمريكي. بدأ مسيرته الاحترافية في سنة 2002. يلعب مع فريق ليموج سي إس بي في الدوري الفرنسي لكرة السلة الدرجة الأولى كلاعب هجوم خلفي. يحمل الرقم 2. يبلغ طوله 6 قدم 2 بوصة (1.9 م).

## المسيرة الاحترافية
لعب مع بوسطن سيلتكس في موسم 2002–2003، ثم لعب مع كليفلاند كافالييرز في موسم 2003–2004، ثم لعب مع غولدن ستايت ووريورز في سنة 2004، ثم لعب مع بالونكيستو مالقا في الدوري الإسباني في موسم 2004–2005، ثم لعب مع بييلا لكرة السلة في موسم 2005–2006، ثم لعب مع بوسنا رويال في سنة 2007، ثم لعب مع زينيت سانت بطرسبرغ في الدوري الروسي في موسم 2008–2009، ثم لعب مع كراسني كريليا من سنة 2009 إلى 2011.

## روابط خارجية
- جي آر بريمر على موقع الاتحاد الدولي لكرة السلة (الإنجليزية)
- جي آر بريمر على موقع الدوري الأوروبي لكرة السلة (الإنجليزية)
- جي آر بريمر على موقع إن بي أي (الإنجليزية)
- جي آر بريمر على موقع سبورتس رفرنس (الإنجليزية)
- جي آر بريمر على موقع الدوري الإسباني لكرة السلة (الإسبانية)
- جي آر بريمر على موقع كرة السلة الأوروبية.كوم (الإنجليزية)
- جي آر بريمر على موقع كلية كرة السلة في سبورتس رفرنس.كوم (الإنجليزية)
- جي آر بريمر على موقع ريلجم (الإنجليزية)
- جي آر بريمر على موقع بروبوليرز (الإنجليزية)
- جي آر بريمر على موقع سبورتس رفرنس (الإنجليزية)